# Phellinus apiahynus
Phellinus apiahynus är en svampart som först beskrevs av Speg., och fick sitt nu gällande namn av Rajchenb. & J.E. Wright 1987. Phellinus apiahynus ingår i släktet Phellinus och familjen Hymenochaetaceae.   Inga underarter finns listade i Catalogue of Life.